# Cho Yoon-jeong
Cho Yoon-jeong (Andong, 2 de abril de 1979) é uma ex-tenista profissional sul-coreana.
Cho Yoon-jeong em Olimpíadas disputou em 2000 e 2004